# Albert Höft
Albert Höft (* 29. Mai 1893 in Zerrenthin; † 2. Juli 1980 in Braunschweig) war ein deutscher Politiker (SPD).

## Leben und Beruf
Nach dem Besuch der Volks- und Landwirtschaftsschule wurde Höft zum Militär eingezogen und nahm von 1914 bis 1918 als Soldat am Ersten Weltkrieg teil. Er arbeitete ab 1919 bei der Deutschen Reichsbahn in Stettin, wo er sich der Gewerkschaft anschloss. Im März 1945 flüchtete er aus Stettin nach Braunschweig, wo er bis 1951 als Lokomotivführer tätig war.

## Politik
Höft war seit 1920 Mitglied der SPD und von 1924 bis 1933 Stadtverordneter der Stadt Stettin. Ferner war er Aufsichtsratsmitglied der Stettiner Hafenbetriebsgesellschaft. Ende der 1940er Jahre wurde er zum Vorsitzenden des SPD-Bezirkes Braunschweig gewählt. Er war seit 1948 Ratsmitglied der Stadt Braunschweig und von 1951 bis 1963 Mitglied des Niedersächsischen Landtages. Im Landtag war er seit 1959 stellvertretender Vorsitzender der SPD-Fraktion. Der Landtag wählte ihn 1949 zum Mitglied der ersten Bundesversammlung, die Theodor Heuss zum Bundespräsidenten wählte.
Höft wurde am 19. November 1957 als Minister für Vertriebene, Flüchtlinge und Kriegssachgeschädigte in die von Ministerpräsident Heinrich Hellwege geführte Regierung des Landes Niedersachsen berufen. Nach der Bildung einer Koalition aus SPD, GB/BHE und FDP schied er am 12. Mai 1959 aus der Regierung aus und wurde in seinem Amt von Erich Schellhaus abgelöst. Seit dem 12. Juni 1963 amtierte er erneut als Vertriebenenminister in der von Ministerpräsident Georg Diederichs geleiteten Großen Koalition. Am 12. Juni 1964 trat er aus Altersgründen von diesem Amt zurück, schied aus der Regierung aus und wurde durch Curt Miehe ersetzt.
Höft engagierte sich in den Organisationen der Heimatvertriebenen. Er war stellvertretender Kreisvorsitzender des Bundes der Vertriebenen in Braunschweig. In der Pommerschen Landsmannschaft war er Mitglied des Bundesvorstands, Vizepräsident der Pommerschen Abgeordnetenversammlung, stellvertretender Vorsitzender der Landesgruppe Niedersachsen und Vorsitzender der Kreisgruppe Braunschweig.

## Auszeichnungen
- Niedersächsischer Verdienstorden (1962)
- Großes Verdienstkreuz mit Stern des Bundesverdienstkreuzes (1963)